# Johann Chrysostom Neborak
Johann Chrysostom Neborak (ur. w I połowie XVII w., zm. 26 listopada 1695) – niemiecki duchowny, mistrz wrocławskiego klasztoru Krzyżowców z Czerwoną Gwiazdą od 1673 r. do śmierci, inicjator i budowniczy nowego kompleksu istniejącego dziś kompleksu klasztornego we Wrocławiu, który po drugiej wojnie światowej stał się siedzibą Ossolineum.
W 1690 r. zainicjował na miejscu starego budowę nowego klasztoru swojego zakonu, zakończoną w dużej mierze za jego życia. Powstało wtedy m.in. dormitorium, refektarz, kalefaktorium i jadalnia dla ubogich. Pochowany w kościele św. Macieja we Wrocławiu, gdzie znajduje się jego epitafium z 1697 r., zamówione przez kolejnego mistrza,